# اچ‌ام‌اس اسکیمو (اف۷۵)
اچ‌ام‌اس اسکیمو (اف۷۵) (به انگلیسی: HMS Eskimo (F75)) یک کشتی بود که طول آن ۳۷۷ فوت (۱۱۵ متر) بود. این کشتی در سال ۱۹۳۷ ساخته شد.